# Кек-Тал
Кек-Тал (кирг. Көк-Тал) — село в Кадамжайском районе Баткенской области Кыргызстана. Входит в состав айылного аймака Исхак-Полотхан.

## География
Село расположено в восточной части области, вблизи государственной границы с Узбекистаном, на расстоянии приблизительно 10 километров (по прямой) к северо-западу от города Кадамжай, административного центра района. Абсолютная высота — 749 метров над уровнем моря.

## Население
Согласно оценочным данным Национального статистического комитета Кыргызской Республики, численность населения села на начало 2023 года составляла 1166 человек.
| год     | 2009 | 2014 | 2015 | 2020 | 2021 | 2023 |
| ------- | ---- | ---- | ---- | ---- | ---- | ---- |
| человек | 680  | 966  | 961  | 1078 | 1107 | 1166 |